# Бытовик
«Бытовик» — бывший советский и украинский бейсбольный клуб из Киева. Серебряный призёр чемпионата СССР 1989 года, чемпион Украины 1992 года, трёхкратный серебряный призёр чемпионата Украины 1993, 1994 и 1995 годов.

## История
Команда была сформирована в 1987 году под названием ТТУ и представляла киевское троллейбусно-трамвайное управление. Первым турниром, в котором она участвовала, стал чемпионат Украинской ССР, который проводился в мае и сентябре 1988 года в Ильичёвске и Симферополе. В финале ТТУ выиграл у симферопольского «Фотона» — 3:2. В 1988 году киевляне также выиграли Кубок Украинской ССР.
С 1989 года команда называлась «Бытовик». Она была среди 24 участников первого в истории чемпионата СССР по бейсболу и завоевала серебряные медали, уступив в финале СКА-29 из Балашихи — 1:3 (3:2, 3:19, 1:2, 3:13).
В 1990 году «Бытовик» занял в чемпионате СССР 7-е место, в 1991 году — 8-е.
На республиканском уровне «Бытовик», пропустив чемпионат Украинской ССР 1989 года, завоевал бронзу на турнире 1990 года и занял 5-е место в 1991 году.
После получения Украиной независимости «Бытовик» оставался одним из лидеров бейсбола в стране в начале 1990-х годов. В 1992 году команда стала первым чемпионом суверенной Украины, а затем в течение трёх лет подряд завоёвывала серебряные медали. В 1995 году коллектив назывался «Бытовик-Космос».
В начале 1990-х годов «Бытовик» участвовал в еврокубках.
После сезона-95 команда из-за отсутствия финансирования была расформирована.

## Достижения

### СССР
- Серебряный призёр чемпионата СССР (1): 1989

### Украинская ССР
- Чемпион Украинской ССР (1): 1988
- Бронзовый призёр чемпионата Украинской ССР (1): 1990
- Обладатель Кубка Украинской ССР (1): 1988

### Украина
- Чемпион Украины (1): 1992
- Серебряный призёр чемпионата Украины (3): 1993, 1994, 1995